# Llista de masies de Sallent
Llista de les masies de Sallent, entitat de població de Pinell de Solsonès.
| Topònim                        | Documentada des de | Emplaçament                                                   |
| ------------------------------ | ------------------ | ------------------------------------------------------------- |
| Batlle, Cal                    | Segle XVIII        | 41° 54′ 16.40″ N, 1° 20′ 6.744″ E / 41.9045556°N,1.33520667°E |
| Bellons, els                   | Segle XVI          | 41° 53′ 29.61″ N, 1° 19′ 22.64″ E / 41.8915583°N,1.3229556°E  |
| Canut, Cal                     | Segle XVI          | 41° 54′ 12.53″ N, 1° 20′ 7.387″ E / 41.9034806°N,1.33538528°E |
| Capità, Can                    | Segle XIX          | 41° 54′ 14.45″ N, 1° 20′ 6.730″ E / 41.9040139°N,1.33520278°E |
| Coll-de-frares                 | Segle XVII         | 41° 54′ 44.68″ N, 1° 20′ 59.60″ E / 41.9124111°N,1.3498889°E  |
| Corral, el                     | Segle XVI          | 41° 54′ 6.689″ N, 1° 19′ 31.26″ E / 41.90185806°N,1.3253500°E |
| Corralot, el                   | Segle XVI          | 41° 54′ 31.41″ N, 1° 20′ 10.55″ E / 41.9087250°N,1.3362639°E  |
| Creullobí                      | Segle XVIII        | 41° 55′ 16.25″ N, 1° 20′ 32.58″ E / 41.9211806°N,1.3423833°E  |
| Cucut                          | ?                  | Sota Sant Romà                                                |
| Gabriel, Cal                   | Segle XVIII        | 41° 55′ 32.63″ N, 1° 19′ 31.86″ E / 41.9257306°N,1.3255167°E  |
| Molí dels Bellons              | 1683 ?             | 41° 53′ 32.63″ N, 1° 19′ 29.08″ E / 41.8923972°N,1.3247444°E  |
| Roig, Cal                      | Segle XVIII        |                                                               |
| Rectoria de Sallent            | Segle XX           | 41° 54′ 17″ N, 1° 20′ 07″ E / 41.904837°N,1.335373°E          |
| Sant Romà capella domiciliaria | Segle XVII         | 41° 55′ 35″ N, 1° 21′ 19″ E / 41.926379°N,1.355274°E          |
| Cal Sargantalla                | Segle XIX          | 41° 54′ 13.31″ N, 1° 20′ 7.475″ E / 41.9036972°N,1.33540972°E |
| Soldevila                      | Segle XVII         | 41° 55′ 17.06″ N, 1° 21′ 13.79″ E / 41.9214056°N,1.3538306°E  |
| Torralta                       | Segle XVII         | 41° 55′ 17.06″ N, 1° 21′ 13.79″ E / 41.9214056°N,1.3538306°E  |
| Valldecom                      | ?                  | 41° 55′ 25.16″ N, 1° 19′ 44.56″ E / 41.9236556°N,1.3290444°E  |

## Masies històriques
Aquesta és la relació de les masies de la parròquia de Sallent de les quals se'n té constància documental però de les quals actualment se'n desconeix el seu emplaçament
- Caselles, Mas de - Segle XVII (Posteriorment apareix amb la denominació de Torrebaixa. Era cap al barranc de Valldecom.
- Guixé - Segle XVII
- Gustó - Segle XVII
- Ollers - Segle XVII
- Papalbou (o Palpalbou) - Segle XVII
- Terrallolí - ?
- Torredamunt - Segle XVII
- Torredavall - Segle XVII